# Beaumont-du-Gâtinais
Beaumont-du-Gâtinais és un municipi francès, situat al departament del Sena i Marne i a la regió d'Illa de França. L'any 2007 tenia 1.142 habitants.
Forma part del cantó de Nemours, del districte de Fontainebleau i de la Comunitat de comunes Gâtinais-Val de Loing.

## Demografia

### Població
El 2007 la població de fet de Beaumont-du-Gâtinais era de 1.142 persones. Hi havia 411 famílies, de les quals 109 eren unipersonals (29 homes vivint sols i 80 dones vivint soles), 101 parelles sense fills, 176 parelles amb fills i 25 famílies monoparentals amb fills.
La població ha evolucionat segons el següent gràfic:
Habitants censats

### Habitatges
El 2007 hi havia 535 habitatges, 421 eren l'habitatge principal de la família, 53 eren segones residències i 61 estaven desocupats. 496 eren cases i 39 eren apartaments. Dels 421 habitatges principals, 342 estaven ocupats pels seus propietaris, 61 estaven llogats i ocupats pels llogaters i 18 estaven cedits a títol gratuït; 26 tenien dues cambres, 66 en tenien tres, 128 en tenien quatre i 201 en tenien cinc o més. 314 habitatges disposaven pel capbaix d'una plaça de pàrquing. A 199 habitatges hi havia un automòbil i a 174 n'hi havia dos o més.

### Piràmide de població
La piràmide de població per edats i sexe el 2009 era:
| Homes | Edats   | Dones |
| ----- | ------- | ----- |
| 0     | 95 o +  | 0     |
| 4     | 90 a 94 | 4     |
| 12    | 85 a 89 | 56    |
| 8     | 80 a 84 | 12    |
| 20    | 75 a 79 | 20    |
| 24    | 70 a 74 | 32    |
| 32    | 65 a 69 | 44    |
| 12    | 60 a 64 | 36    |
| 36    | 55 a 59 | 16    |
| 24    | 50 a 54 | 28    |
| 32    | 45 a 49 | 44    |
| 24    | 40 a 44 | 24    |
| 28    | 35 a 39 | 24    |
| 32    | 30 a 34 | 48    |
| 24    | 25 a 29 | 28    |
| 4     | 20 a 24 | 16    |
| 16    | 15 a 19 | 28    |
| 44    | 10 a 14 | 36    |
| 48    | 5 a 9   | 48    |
| 28    | 0 a 4   | 28    |

## Economia
El 2007 la població en edat de treballar era de 643 persones, 500 eren actives i 143 eren inactives. De les 500 persones actives 452 estaven ocupades (249 homes i 203 dones) i 48 estaven aturades (18 homes i 30 dones). De les 143 persones inactives 42 estaven jubilades, 47 estaven estudiant i 54 estaven classificades com a «altres inactius».

### Ingressos
El 2009 a Beaumont-du-Gâtinais hi havia 437 unitats fiscals que integraven 1.116,5 persones, la mediana anual d'ingressos fiscals per persona era de 17.695 €.

### Activitats econòmiques
Dels 53 establiments que hi havia el 2007, 1 era d'una empresa extractiva, 2 d'empreses alimentàries, 2 d'empreses de fabricació de material elèctric, 2 d'empreses de fabricació d'altres productes industrials, 9 d'empreses de construcció, 16 d'empreses de comerç i reparació d'automòbils, 1 d'una empresa de transport, 1 d'una empresa d'hostatgeria i restauració, 1 d'una empresa d'informació i comunicació, 2 d'empreses financeres, 5 d'empreses de serveis, 5 d'entitats de l'administració pública i 6 d'empreses classificades com a «altres activitats de serveis».
Dels 13 establiments de servei als particulars que hi havia el 2009, 1 era una gendarmeria, 1 oficina de correu, 1 una oficina bancària, 2 tallers de reparació d'automòbils i de material agrícola, 2 paletes, 1 guixaire pintor, 2 fusteries, 1 lampisteria, 1 electricista i 1 perruqueria.
Dels 4 establiments comercials que hi havia el 2009, 1 era una botiga de més de 120 m², 2 fleques i 1 una botiga d'electrodomèstics.
L'any 2000 a Beaumont-du-Gâtinais hi havia 22 explotacions agrícoles.

## Equipaments sanitaris i escolars
L'únic equipament sanitari que hi havia el 2009 era una farmàcia.
El 2009 hi havia una escola elemental integrada dins d'un grup escolar amb les comunes properes formant una escola dispersa.

## Poblacions més properes
El següent diagrama mostra les poblacions més properes.